# Mathilde af Schaumburg-Lippe
Prinsesse Mathilde til Schaumburg-Lippe (tysk: Mathilde Auguste Wilhelmine Caroline; 18. september 1818 – 14. august 1891) var en tysk prinsesse af Schaumburg-Lippe, der var hertuginde af Württemberg som ægtefælle til Hertug Eugen af Württemberg.

## Biografi
Prinsesse Mathilde blev født den 18. september 1818 i Fyrstendømmet Schaumburg-Lippes hovedstad Bückeburg. Hun var det andet barn og ældste datter af Fyrst Georg Vilhelm af Schaumburg-Lippe i hans ægteskab med Prinsesse Ida af Waldeck og Pyrmont. Hendes far var fyrste af det lille fyrstendømme Schaumburg-Lippe i det centrale Tyskland. Prinsesse Mathilde havde otte søskende, heriblandt den senere Fyrst Adolf 1. Georg af Schaumburg-Lippe.
Hun blev gift den 15. juli 1843 i Bückeburg med Hertug Eugen af Württemberg (1820–1875) fra den schlesiske og hertugelige linje af Huset Württemberg. Hertug Eugen var søn af Hertug Eugen af Württemberg og Prinsesse Mathilde af Waldeck og Pyrmont. I ægteskabet blev der født tre børn.
Hertuginde Mathilde døde den 14. august 1891 i Carlsruhe i Schlesien.